# John Black (strzelec)
John Hutchison Black (ur. 26 października 1882 w Coylton, zm. 16 października 1924 w Winnipeg) – kanadyjski strzelec sportowy szkockiego pochodzenia, specjalizujący się w strzelaniu do rzutków, medalista olimpijski.
Urodził się w Szkocji, jednak w młodym wieku wyemigrował do Kanady, gdzie rozpoczął treningi strzeleckie. W 1918 roku uplasował się na trzecim miejscu w amerykańskim turnieju Grand American Handicap. W 1921 roku zdobył złoto na mistrzostwach Manitoby.
Na igrzyskach olimpijskich debiutował w Antwerpii w 1920. Wystartował jedynie w trapie, jednak jego miejsce jest nieznane. Cztery lata później zdobył swój pierwszy i ostatni medal olimpijski. William Barnes, George Beattie, John Black, James Montgomery, Samuel Newton i Samuel Vance przegrali wyłącznie z drużyną amerykańską.
Z zespołem, z którym zdobył srebro na igrzyskach w 1924 roku, osiągnął również trzecie miejsce na mistrzostwach Wielkiej Brytanii. Zmarł kilka miesięcy po swoich ostatnich igrzyskach olimpijskich.

## Wyniki olimpijskie
| Igrzyska | Konkurencja     | Wynik                                 | Miejsce   | Źródło |
| -------- | --------------- | ------------------------------------- | --------- | ------ |
| IO 1920  | Trap            | 52 punkty                             | nieznane  | [ 2 ]  |
| IO 1924  | Trap, drużynowo | 360 punktów (druż.) 87 punktów (ind.) | 2 (na 12) | [ 3 ]  |